# Nanking-Lukou nemzetközi repülőtér
A Nanking-Lukou nemzetközi repülőtér (NLIA, ) (IATA: NKG, ICAO: ZSNJ) Nankingban, Csiangszu tartományban található, a városközponttól kb. 35 km-re délkeletre. A nemzetközi repülőtér 6,27 millió utast szolgált ki 2006-ban, ezzel 16,4%-os növekedést ért el az előző évhez képest.

## Légitársaságok és úticélok
2024-ben a Nanking-Lukou nemzetközi repülőtérről az alábbi járatok indulnak:

### Személy
| Légitársaság              | Célállomások |
| ------------------------- | --- |
| 9 Air                     | Changchun, Guangzhou, Guiyang, Haikou, Harbin, Tongren |
| Air Chang'an              | Xi'an |
| Air China                 | Beijing–Capital, Beijing–Daxing, Chengdu–Shuangliu, Chengdu–Tianfu, Chongqing |
| Air Guilin                | Guilin |
| Air Macau                 | Macau |
| Air Travel                | Baoshan, Changsha, Hohhot, Kunming, Libo, Liupanshui |
| Asiana Airlines           | Seoul–Incheon |
| Beijing Capital Airlines  | Bangkok–Suvarnabhumi, Bazhong, Chenzhou, Chongqing, Enshi, Guilin, Haikou, Hohhot, Kunming, Lijiang, Mangshi, Sanya, Xi'an, Xishuangbanna |
| Cathay Pacific            | Hong Kong |
| Chengdu Airlines          | Dalian, Guiyang, Kunming, Lanzhou |
| China Eastern Airlines    | Bangkok–Suvarnabhumi, Baotou, Beihai, Beijing–Daxing, Changchun, Changsha, Chengdu–Tianfu, Chongqing, Dali, Dalian, Datong, Dunhuang, Fuzhou, Guangzhou, Guilin, Guiyang, Handan, Harbin, Hohhot, Hong Kong, Jiayuguan, Jieyang, Jinggangshan, Kaohsiung, Kuching (kezdődik 2024 június 24-től), Kunming, Lanzhou, Lijiang, Liuzhou, Luzhou, Macau, Mianyang, Nanning, Ordos, Phuket, Qingdao, Qionghai, Sanya, Seoul–Incheon, Shanghai–Pudong, Shenyang, Shenzhen, Singapore, Sydney, Taichung, Taipei–Taoyuan, Taiyuan, Tokió–Narita, Ürümqi, Weihai, Xiamen, Xi'an, Xishuangbanna, Yan'an, Yibin, Yinchuan, Yining, Zhanjiang, Zhengzhou, Zhuhai, Zunyi–Xinzhou |
| China Express Airlines    | Tianshui, Xi'an |
| China Southern Airlines   | Changchun, Changsha, Dalian, Guangzhou, Guilin, Guiyang, Haikou, Harbin, Hohhot, Jieyang, Nanning, Sanya, Shenyang, Shenzhen, Ürümqi, Yining, Zhuhai |
| China United Airlines     | Ordos |
| Chongqing Airlines        | Chongqing |
| Colorful Guizhou Airlines | Xingyi |
| Donghai Airlines          | Chengdu–Tianfu, Shenzhen, Zhuhai |
| Firefly                   | Charter: Tawau |
| Fuzhou Airlines           | Fuzhou, Haikou |
| Hainan Airlines           | Chongqing, Guangzhou, Haikou, Hohhot, Qinhuangdao, Sanya, Shenzhen, Taiyuan, Ürümqi, Xi'an |
| Hebei Airlines            | Fuzhou, Shijiazhuang, Xiamen |
| Hong Kong Airlines        | Hong Kong |
| Jiangxi Air               | Jingdezhen, Nanchang |
| Juneyao Air               | Anshan, Bangkok–Don Mueang, Bangkok–Suvarnabhumi, Bijie, Changchun, Changsha, Chengdu–Tianfu, Chifeng, Chongqing, Dalian, Guilin, Guiyang, Harbin, Hengyang, Hong Kong, Huizhou, Jeju, Kunming, Lanzhou, Lijiang, Linfen, Liuzhou, Nagoja–Centrair, Nanning, Oszaka–Kanszai, Phuket, Qingdao, Seoul–Incheon, Shenyang, Taiyuan, Xiamen, Xi'an, Yinchuan, Yingkou, Yulin (Shaanxi), Zhangjiajie, Zhuhai |
| Korean Air                | Seoul–Incheon |
| Kunming Airlines          | Guiyang, Kunming, Taiyuan, Xiangyang, Xishuangbanna, Zunyi–Maotai |
| Loong Air                 | Changchun |
| Lucky Air                 | Ganzhou, Kunming, Xishuangbanna |
| Neos                      | Milan–Malpensa |
| Okay Airways              | Changsha, Guilin, Kunming |
| Qingdao Airlines          | Anshun, Changchun, Haikou, Lijiang, Xining, Yinchuan |
| Royal Air Philippines     | Charter: Caticlan |
| Scoot                     | Singapore |
| Shandong Airlines         | Chongqing, Guilin, Guiyang, Hohhot, Jiamusi, Kunming, Qingdao, Ürümqi, Xiamen, Yantai |
| Shanghai Airlines         | Changchun, Jieyang |
| Shenzhen Airlines         | Changchun, Chengdu–Shuangliu, Chongqing, Guangzhou, Haikou, Harbin, Huizhou, Lanzhou, Macau, Nanning, Oszaka–Kanszai, Quanzhou, Shenyang, Shenzhen, Taiyuan, Wanzhou, Yantai, Yichun (Jiangxi), Yinchuan, Yuncheng, Zhanjiang, Zhuhai |
| Sichuan Airlines          | Chengdu–Shuangliu, Chengdu–Tianfu, Chongqing, Harbin, Kunming, Longyan, Mianyang, Wanzhou, Xichang, Xishuangbanna |
| Spring Airlines           | Dalian, Jieyang, Lanzhou, Shenyang, Shenzhen, Weihai |
| Spring Airlines Japan     | Tokió–Narita |
| Sriwijaya Air             | Charter: Denpasar |
| Thai AirAsia              | Bangkok–Don Mueang |
| Thai Lion Air             | Bangkok–Don Mueang |
| Tianjin Airlines          | Guiyang, Haikou, Xi'an |
| Tibet Airlines            | Dali, Dazhou, Guangyuan, Lhasa, Lijiang, Xi'an, Xining |
| Uni Air                   | Taipei–Taoyuan |
| Urumqi Air                | Lanzhou, Longnan, Qingyang, Ürümqi |
| VietJet Air               | Nha Trang |
| Vietnam Airlines          | Nha Trang |
| West Air                  | Chongqing, Guiyang, Kunming, Luzhou, Wulong |
| XiamenAir                 | Changsha, Dalian, Fuzhou, Harbin, Lanzhou, Quanzhou, Shenyang, Taiyuan, Xiamen, Yuncheng |

### Cargo
| Légitársaság          | Célállomások |
| --------------------- | --- |
| Air China Cargo       | Beijing–Capital, Chengdu–Shuangliu, Guangzhou, Shenyang |
| China Airlines Cargo  | Taipei–Taoyuan |
| China Postal Airlines | Changsha, Fuzhou, Haikou, Jinan, Kunming, Lanzhou, Nanchang, Oszaka–Kanszai, Qingdao, Shenzhen, Shijiazhuang, Taiyuan, Tianjin, Tokió–Narita, Xiamen, Xi'an, Wuhan, Zhengzhou |
| SF Airlines           | Shenzhen, Taipei–Taoyuan |
| Suparna Airlines      | Amszterdam, Anchorage, Chicago–O'Hare, Moscow-Zhukovsky |

## Forgalom
Az utasforgalom az elmúlt években az alábbi módon változott:
| Utasok száma | 2 436 455 | 3 329 477 | 5 385 933 | 8 881 261 | 12 530 515 | 15 011 792 | 19 163 768 | 28 581 546 | 19 906 576 | 27 340 469 |
|              | 2000      | 2003      | 2005      | 2008      | 2010       | 2013       | 2015       | 2018       | 2020       | 2023       |